# Forêts de la vallée de la Méholle
Forêts de la vallée de la Méholle este o arie protejată (sit de importanță comunitară — SCI) din Franța întinsă pe o suprafață de 387 ha, integral pe uscat.

## Localizare
Centrul sitului Forêts de la vallée de la Méholle este situat la coordonatele 48°37′20″N 5°35′59″E / 48.62222°N 5.59972°E.

## Înființare
Situl Forêts de la vallée de la Méholle a fost declarat arie specială de conservare în baza directivei 92/43 din 1992 referitoare la conservarea habitatelor naturale și a faunei și florei sălbatice pentru a proteja 5 specii de animale.

## Biodiversitate
Situată în ecoregiunea continentală, aria protejată conține 6 habitate naturale: Formațiuni de Juniperus communis pe lande sau pajiști calcaroase, Păduri de fag din Europa Centrală dezvoltate pe sol calcaros cu Cephalanthero-Fagion, Păduri de stejar sau de stejar și carpen sub-atlantice și medio-europene de Carpinion betuli, Pajiști uscate seminaturale și facies de acoperire cu tufișuri pe substraturi calcaroase (Festuco-Brometalia) (* situri importante pentru orhidee), Păduri de fag Asperulo-Fagetum, Păduri aluvionare cu Alnus glutinosa și Fraxinus excelsior (Alno-Padion, Alnion incanae, Salicion albae).
La baza desemnării sitului se află mai multe specii protejate:
- nevertebrate (2): fluturele auriu (Euphydryas aurinia), fluturele purpuriu (Lycaena dispar)
- pești (3): zglăvoacă (Cottus gobio), Cottus perifretum, cicar (Lampetra planeri)

Pe lângă speciile protejate, pe teritoriul sitului au mai fost identificate 8 specii de plante, 5 specii de păsări, 5 specii de nevertebrate, 1 specie de pești, 2 specii de reptile.